# Eurytoma joanna
Eurytoma joanna är en stekelart som beskrevs av Girault 1935. Eurytoma joanna ingår i släktet Eurytoma och familjen kragglanssteklar. Inga underarter finns listade i Catalogue of Life.